# Leslie David Baker

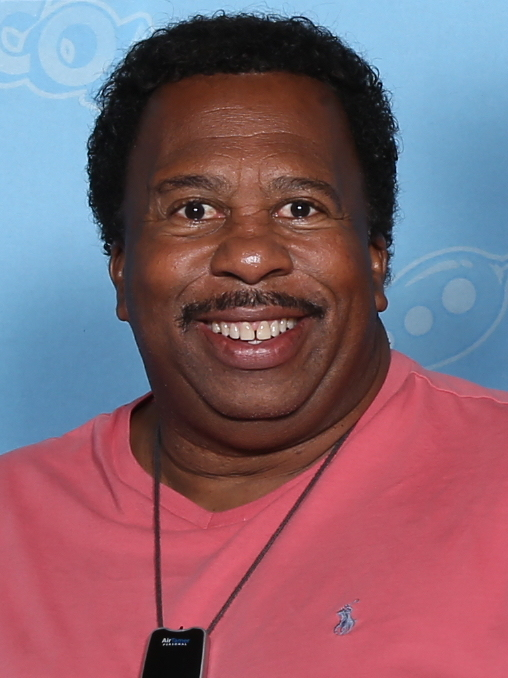
Leslie David Baker (2019)

Leslie David Baker (geboren am 19. Februar 1958) ist ein US-amerikanischer Schauspieler. Bekannt wurde er in seiner Hauptrolle als Stanley Hudson in der Fernsehserie The Office.

## Leben und Wirken
Baker schloss sein Psychologiestudium an der Loyola University Chicago mit dem Bachelor ab. Es folgte der Masterstudiengang in Human Services Administration am Spertus Institute for Jewish Learning and Leadership in Chicago. Während seines Masterabschlusses unterrichtete Baker zunächst Sonderpädagogik und agierte in einem OfficeMax-Werbespot als Büroangestellter. In Chicago arbeitete er für das Board of Education, das Department of Public Health und das Office of Cable and Communications. In den späten 1990er Jahren zog er nach Los Angeles.
Nach einem Vorsprechen erhielt er eine Rolle in der Serie The Office, wo er Stanley Hudson, den Verkäufer einer Papierfirma, darstellte. Er erhielt hierfür hervorragende Kritiken.

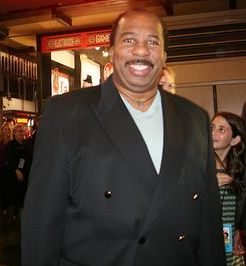
Leslie David Baker bei der Premiere von Dan – Mitten im Leben! (2007)

Baker gewann gemeinsam mit der gesamten Besetzung von The Office den Screen Actors Guild Award in der Kategorie Bestes Schauspielensemble in einer Comedyserie in den Jahren 2007 und 2008. Im Dezember 2017, vier Jahre nach der Ausstrahlung des Finales, äußerten mehrere Schauspielerkollegen Interesse an einer Fortsetzung der Sendung.
Baker veröffentlichte im November 2011 den Song 2 Be Simple, in dem er in einem Bademantel mit spärlich bekleideten Frauen tanzt. Jan Chaney von der Washington Post schrieb dazu: „Aus Gründen, die unklar bleiben, veröffentlichte Baker einen Track, der als Partyhymne für all Ihre Weihnachtsgeschäfte gedacht ist.“
Nachdem er kleinere Rollen in Scorpion und Life in Pieces übernommen hatte, spielte Baker Principal Wentworth in Zuhause bei Raven. Er wirkte außerdem in der CMT-Serie Still the King mit sowie in den Filmen Captain Underpants: The First Epic Movie (2017) in einer Sprechrolle und in The Happytime Murders (2018). Neben seinen ehemaligen Schauspielerkollegen von The Office spielte er 2013 in einem Werbefilm für FileMaker Inc. einen Farmer.

## Filmografie (Auswahl)

### Serien
- 1998: Maggie (Fernsehserie, eine Folge)
- 1999: Action (Fernsehserie, eine Folge)
- 2000: Für alle Fälle Amy (Judging Amy, Fernsehserie, eine Folge)
- 2000/2003: Malcolm mittendrin (Malcolm in the Middle, Fernsehserie, 2 Folgen)
- 2001: Die wilden Siebziger (That ’70s Show, Fernsehserie, eine Folge)
- 2001–2003: The Guardian – Retter mit Herz (The Guardian, Fernsehserie, 3 Folgen)
- 2003: Scrubs – Die Anfänger (Scrubs, Fernsehserie, eine Folge)
- 2005–2013: The Office (Fernsehserie, 188 Folgen)
- 2006: The Office: The Accountants (Webserie, eine Folge)
- 2008: The Office: Kevin’s Loan (Webserie, eine Folge)
- 2013: Key & Peele (Fernsehserie, eine Folge)
- 2014: Marry Me (Pilotfolge)
- 2015: The Exes (Fernsehserie, eine Folge)
- 2015: Austin & Ally (Fernsehserie, eine Folge)
- 2016: Scorpion (Fernsehserie, 2 Folgen)
- 2016: Still the King (Fernsehserie, 9 Folgen)
- 2017: Life in Pieces (Fernsehserie, eine Folge)
- 2017: Zuhause bei Raven (Raven’s Home, Fernsehserie, eine Folge)
- 2017: Ryan Hansen Solves Crimes on Television (Fernsehserie, eine Folge)
- 2017–2022: Welpen Freunde (Puppy Dog Pals, Fernsehserie, 80 Folgen, Sprechrolle)
- 2019: Fam (Fernsehserie, eine Folge)
- 2019: Living the Dream (Fernsehserie, 6 Folgen)

### Filme
- 2001: Road to Redemption
- 2014: Wish I Was Here
- 2015: When Duty Calls (Fernsehfilm)
- 2017: Fallen Stars
- 2017: Captain Underpants – Der supertolle erste Film (Captain Underpants: The First Epic Movie, Sprechrolle)
- 2018: The Happytime Murders
- 2023: Hard Miles
- 2024: Ein Jackpot zum Sterben! (Jackpot!)